# 奥斯特霍芬
奥斯特霍芬（德語：Osthofen，發音：[ˈɔstˌhoːfn̩] ⓘ）是德国莱茵兰-普法尔茨州阿尔蔡-沃尔姆斯县的城市，面积18.63平方千米，2023年12月31日人口为9,833人。